# Pedioplanis burchelli
Espèce
Synonymes
- Eremias burchelli Duméril & Bibron, 1839

Pedioplanis burchelli est une espèce de sauriens de la famille des Lacertidae.

## Répartition
Cette espèce se rencontre dans le Sud et l'Est de l'Afrique du Sud et au Lesotho.

## Étymologie
Cette espèce est nommée en l'honneur de William John Burchell.

## Publication originale
- Duméril & Bibron, 1839 : Erpétologie Générale ou Histoire Naturelle Complète des Reptiles. vol. 5, Roret/Fain et Thunot, Paris, p. 1-871 (texte intégral).